# Andreas Herrlein

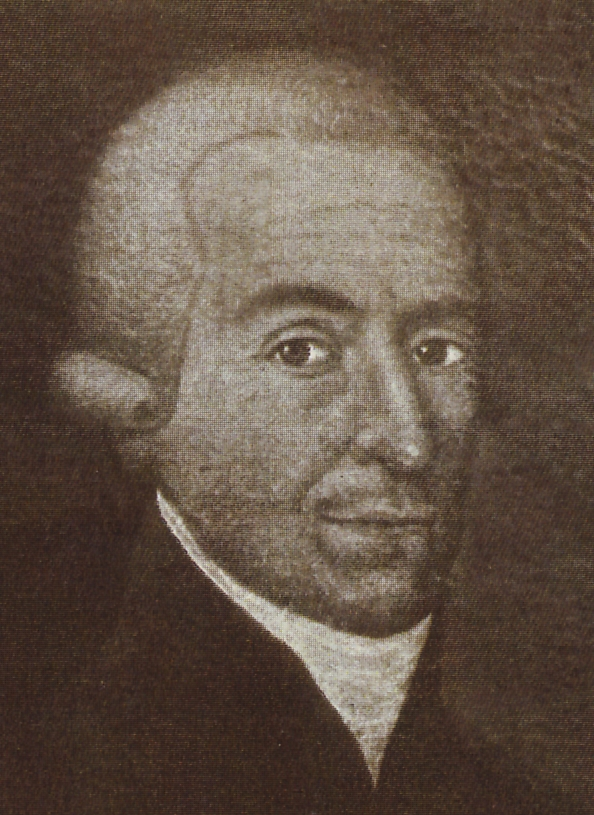
Andreas Herrlein (Selbstporträt um 1800)

Andreas Herrlein (* 6. September 1738 in Kleinbardorf; † 2. Mai 1817 in Laibach) war ein deutscher Maler und Zeichenlehrer. Er stammte aus der Malerfamilie Herrlein.

## Leben
Der aus Hammelburg stammende Vater von Andreas Herrlein war Bäcker und Fassmaler in Münnerstadt und ab ca. 1732 in Kleinbardorf. Von ihm erhielt Andreas wie auch seine älteren Brüdern Johann Andreas Herrlein und Johann Peter Herrlein die erste Ausbildung in der Malerei. Wann Andreas Herrlein seinen Heimatort bzw. Deutschland verlassen hat, ist unbekannt.
Erstmals wird er aktenkundig durch seine Heirat in Karlovac, Kroatien, am 24. Mai 1763 mit Anna Elisabeth Thromartin (Dromart) und durch das Altargemälde „Krönung Mariä“, signiert: A. J. Herrlein Pinxit // 1763. Andreas Herrlein war von 1778 bis 1804 Zeichenlehrer an der 1775 von Maria Theresia gegründeten Normalka (Volksschule und Lehrerausbildungsstätte) in Laibach. 1794 wurde er Mitglied der Akademia Philo-Harmonicorum. Außerdem war er vor 1784 Unterschützenmeister , 1804 Oberschützenmeister (Direktor). Mit seiner Amtszeit verbindet sich der Bau eines von ihm initiierten neuen Schützengebäudes, heute Waldorfschule.
Von Andreas Herrlein sind ca. 250 Werke (Grafiken, Ölgemälde (Porträts, sakrale Gemälde)) bekannt. Seine Spezialität war die Porträtmalerei (s. u. Werke, Schützenporträts, gemalt 1804 für das neue Schützengebäude). Er schuf zahlreiche Porträts Laibacher Persönlichkeiten.
Wie seine Brüder auch, legte sich Andreas den Beinamen „Johannes“ bei und signierte viele seiner Werke demnach mit  A. J. Herrlein, was in vielen deutschen oder slowenischen Publikationen zu Verwechselungen mit seinem älteren Bruder Johann Andreas führt.
Andreas Herrlein starb am 2. Mai 1817, nachdem seine Kinder, Tochter Elisabeth Lucia (Karlovac, 29.11. - 01.10.1768), Maria Rosalia (Laibach, 07.02.-13.06.1778), Johann Nepomuk Vinzenz (Laibach, 25.03. - 23.04.1779), sein Adoptivsohn  Andreas Johannes (geb. Gorschina) (Karlovac, 30.01.1766-Laibach, 02.02.1785) und Julia Josepha, verh. Costa (!807) (Laibach, 16.02.1781-Juli 1808), sein Enkel Andreas Costa (Laibach, Juli 1808  - 01.08. 1808) , sowie seine Frau Anna Elisabeth (gest. Laibach, 30.07.1814) bereits vor ihm gestorben waren. Sein Nachlass erbte sein in Wien lebender Neffe Kilian Herrlein, Sohn seines Bruders Johann Peter Herrlein, sein Schwiegersohn Hieronymus Costa und seine Haushälterin Maria Anna Schumaz. Was testamentarisch keiner Person vermacht wurde, wurde am 2. September 1817 öffentlich versteigert.

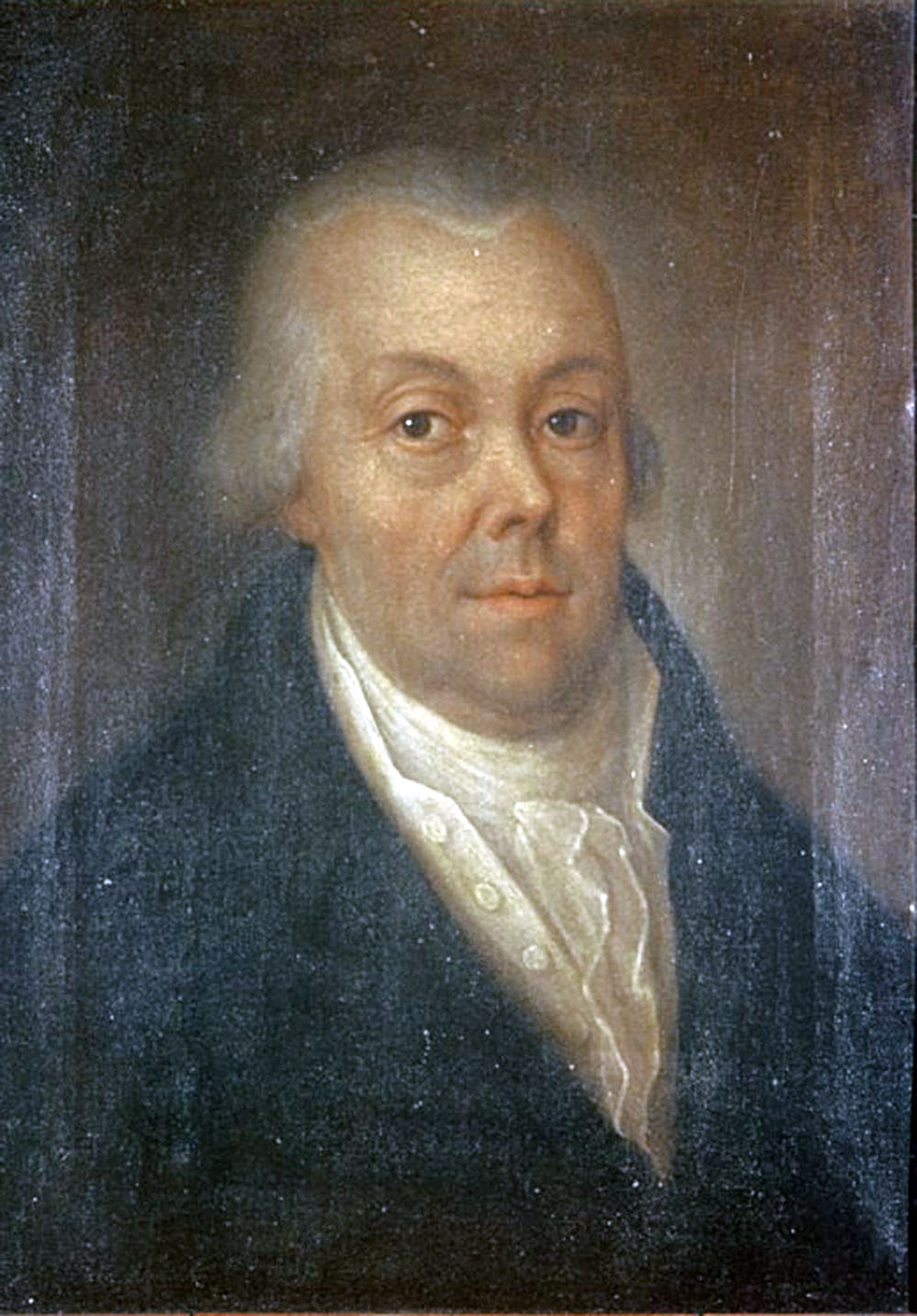
Andreas Herrlein: Porträt von Sigmund Zois von Edelstein (Žiga Zois, 1747–1819)

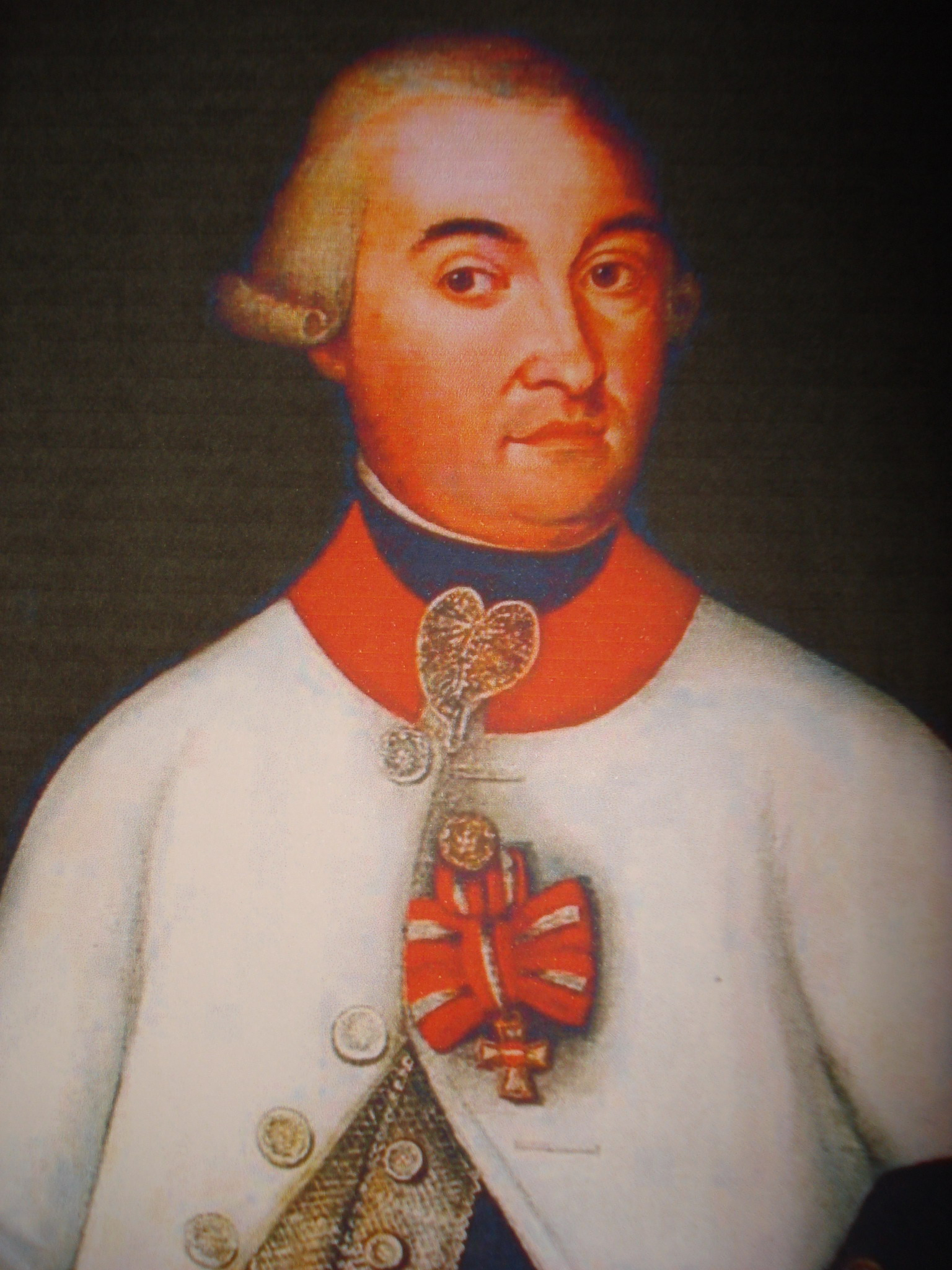
Andreas Herrlein: Porträt von Adam Franz Freiherr Burich de Pournay (1732–1803)

## Werke
- Die hl. drei Könige, Altarbild, Franziskanerkirche Ljubljana
- Hl. Rosalie, Florianskirche Ljubljana
- Der sterbende Josef, Altarbild, Pfarrkirche Brežice, Slowenien (damals Rann in der Steiermark), 1780
- Bildnis eines marokkanischen Gesandten, Schloß Lustthal bei Ljubljana (heute ist nur die Lithographie dieses Gemäldes bekannt, das Gemälde scheint verschollen zu sein)
- Baron v. Erberg, Gemälde, Schloß Lustthal bei Ljubljana (Gemälde ist nur aus der Literatur bekannt, es wurde bisher nicht gefunden)
- Leidensgeschichte Christi, Wandgemälde, Kirche St. Peter, Wendel an der Gurk (heute nicht mehr existent)
- Karl Zois, Slowenisches Nationalmuseum, Ljubljana
- Simon Ignaz Pessiak / Der Mann mit dem Brief, Slowenisches Nationalmuseum, Ljubljana
- Die vier Kinder der Familie Supančič, Slowenisches Nationalmuseum, Ljubljana
- Stillleben mit Katze, Slowenisches Nationalmuseum, Ljubljana (Pendant zu Küchenstillleben mit Katze, s. u.)
- Küchenstillleben mit Katze, Slowenische Nationalgalerie, Ljubljana (Pendant Stillleben mit Katze, s. o.)
- Pfarrer mit Buch, Slowenisches Nationalmuseum, Ljubljana
- Mann mit blauer Jacke, Slowenisches Nationalmuseum, Ljubljana
- Vertreibung aus dem Paradies, Slowenisches Nationalmuseum, Ljubljana
- Johann Nepomuk Graf Edling, Slowenisches Nationalmuseum, Ljubljana
- Nannette von Edling, Vonderau Museum Fulda
- Truppenparade Gemälde, Museum Rudolfinum Ljubljana, 1798 (heute im Slowenischen Nationalmuseum, Ljubljana, bezeichnet mit „Blick vom Tivoli auf Ljubljana“; das Gemälde wurde mit dem Titel „Truppenparade“ in „Catalog der Erzherzog-Carl-Ausstellung“, siehe Literatur, abgebildet.)
- Blick von der St. Peterskirche auf das Schloss von Ljubljana, Slowenisches Nationalmuseum, Ljubljana
- Feuer in der Krakau-Vorstadt, Slowenisches Nationalmuseum, Ljubljana
- Blick von der Poljana-Vorstadt bzw. Šempeter, Slowenisches Nationalmuseum, Ljubljana
- Vier Ljubljanaer Gardisten, Stadtmuseum Ljubljana
- Heute im Stadtmuseum Ljubljana (ehemals im Schützenhaus der Laibacher Schützengesellschaft – heute Waldorf-Schule) Porträts der Mitglieder der Laibacher Schützengesellschaft: Johann Jakob Samassa, Vinzenmz Samassa, Leopold Egger, Kristian Göck, Johann Jakob Samassa, Bernhard Pesko, Anton Wallner, Jakob Appey, Nikolaj Kreidl, Friedrich Exner, Franz Zollner, Ivan Graf, Erzherzog Johann, Karl L. Wagner, Vinzenz Vanino, Franz Polak, Jos. Ferdinand Wagner, Josef F. Wagner, Thomas Dreo, Josef Alborgetti, Michael Kukh, Franz Auerperger, Michael Pessjak, Anton Ressmann, Martin Kamenisch, Valentin Dreo, Dizma Graf Barbo, Anton Baron Tauferer, Johann Nep. Wutscher, Anton Rudolf, Alois Graf Gavasini, Žiga Baron Zois, Vinzenz Baron Schweiger, Sigmund von Gandin, Johann Herleinsperger,.
- Luise Luckman, Stadtmuseum Ljubljana
- Franziska Samassa, Stadtmuseum Ljubljana
- Hl. Geist (Gnadenbild, Lithographie),  Stadtmuseum Ljubljana
- Baron Burich de Pournay, Gemälde, Nationalmuseum Zagreb